# Joachaz (Juda)
Pour les articles homonymes, voir Joachaz.
Joachaz (ou Yoachaz, ou Achaz) (hébreu : יְהוֹאָחָז), né vers 632 av. J.-C., fils de Josias, est roi de Juda en 609 av. J.-C.. Il est un contemporain du prophète Jérémie.

## Présentation
À la mort de Josias, son fils cadet Joachaz  – il est appelé Shallum en 1Ch 3,15 et en Jér.  22, 11 – est proclamé roi par l'assemblée du peuple. Trois mois plus tard, il est fait prisonnier par Nékao II, déjà vainqueur de Josias, qui impose un tribut à Juda, et établit comme roi son frère Elyaqîm, fils aîné de Josias. Ce dernier change son nom en Yehôyaqîm (Joïaqim).